# Jessicka Havok
Jessica Cricks (ur. 20 czerwca 1986 w Canton) – amerykańska wrestlerka, walcząca pod pseudonimem ringowym Jessicka Havok lub Havok. W latach 2014–2015 i od 2019 występuje w Impact Wrestling, gdzie zdobyła raz TNA Knockouts Championship i Impact Knockouts Tag Team Championship z Rosemary. W 2004 rozpoczęła karierę zawodniczą. Od tego czasu rywalizuje w licznych federacjach niezależnych, zdobywając liczne tytuły mistrzowskie, m.in. dwukrotnie WSU Championship.

## Mistrzostwa i osiągnięcia
- AAW: Professional Wrestling Redefined
  - AAW Women’s Championship (2x)[2]
  - AAW Women’s Championship Tournament (2017)[2]
- Absolute Intense Wrestling
  - AIW Women’s Championship (1x)[3]
- Main Event World League
  - MEWL Cruiserweight Championship (1x)[2]
- Pro Wrestling Illustrated
  - PWI umieściło ją na 4. miejscu rankingu wrestlerek PWI Top 50 w 2013[4]
- Ring Divas
  - Fight Girl Championship (1x)[5]
- Rise Wrestling
  - Guardians of RISE Championship (1x) – z Nevaeh[2]
- Rockstar Pro Wrestling
  - Rockstar Pro Trios Championship (1x) – z Jakem Cristem i Samim Callihanem[2]
- Total Nonstop Action Wrestling/Impact Wrestling
  - TNA Knockouts Championship (1x)
  - Impact Knockouts Tag Team Championship (1x) – z Rosemary
- Women Superstars Uncensored
  - WSU Championship (2x)[2]
  - WSU Spirit Championship (1x)[2]
  - WSU Tag Team Championship (1x) – z Hailey Hatred[2]